# Kimberly García León
Gabriela Kimberly García León (* 19. Oktober 1993 in Huancayo) ist eine peruanische Geherin und die amtierende Weltmeisterin 2022 sowohl auf der 20-km-Strecke als auch beim neuen Wettbewerb über 35 km.

## Sportliche Karriere
García León belegte bei den Leichtathletik-Weltmeisterschaften in London 2017 den siebten Platz im 20-km-Gehen. Sie verbesserte dabei den peruanischen Landesrekord auf 1:29:13 h. Bei den Panamerikanischen Spielen 2019 in der peruanischen Hauptstadt Lima gewann die Sportlerin in derselben Disziplin die Silbermedaille.
Ihr bis dato größter Erfolg gelang Kimberly García León, als sie am 15. Juli 2022 bei den Weltmeisterschaften in der US-amerikanischen Stadt Eugene im Bundesstaat Oregon Weltmeisterin im 20-km-Gehen wurde. Sie erreichte dabei eine neue persönliche Bestzeit von 1:26:58 h. Ebenfalls in deutlich verbesserter persönlicher Rekordzeit siegte die Peruanerin beim neu geschaffenen Wettbewerb über die 35-km-Distanz in 2:39:16 h und ist damit auch die erste Meisterschaftsrekordhalterin auf dieser Strecke. Außerdem wurde García León die erste Athletin, die bei der Veranstaltung in den Vereinigten Staaten zwei Goldmedaillen gewann. Dies war bis dahin auch keinem männlichen Athleten gelungen. Es gelang auch keinem weiteren teilnehmenden Sportler bis zum Ende der Wettkämpfe, in zwei Einzeldisziplinen den Sieg zu erringen.
2023 nahm sie an den Weltmeisterschaften in Budapest teil; im 20-km-Gehen erreichte sie mit 1:27:32 h den vierten Platz und einige Tage später konnte sie im 35-km-Gehen mit 2:40:52 h die Silbermedaille erkämpfen.